# III Brigada Aérea (Argentina)
La III Brigada Aérea (III BA) es una brigada aérea de la Fuerza Aérea Argentina creada en 1949 con asiento en Reconquista, provincia de Santa Fe. Su principal tarea es ataque a superficie, apoyo aéreo cercano e interceptación de tránsitos aéreos irregulares con el Comando Conjunto Aeroespacial.

## Medios
| Grupo 3 de Ataque      | Grupo 3 de Ataque           |
| Unidad                 | Medios                      |
| ---------------------- | --------------------------- |
| Escuadrón I            | Embraer EMB-312 Tucano (15) |
| Escuadrón de Servicios | Cessna C-182 (2) Bell 412EP |

## Historia
La III Brigada fue creada el 15 de marzo de 1949 asumiendo el mando de la Base Aérea Militar Reconquista, y del Grupo 2 de Observación.
La III Brigada pasó a constituir la «III Brigada Aérea» en 1951, compuesta por la Base Aérea Militar Reconquista, el Grupo 2 de Ataque, el Grupo Base 3 y el Grupo Técnico 3.
Se disolvió a la III Brigada Aérea en 1952 creándose en su base el Destacamento Aeronáutico Militar Reconquista.
En el año 1956 se desactivó al Destacamento Aeronáutico Militar Reconquista creándose en su lugar la Base Aérea Militar Reconquista.
La III Brigada Aérea regresó al servicio en 1979 con la creación del Grupo 3 de Ataque.

## Organización
- III Brigada Aérea (III BA). Guar Ae Reconquista (Reconquista, SF).[7][8][9]
  - Grupo 3 de Ataque (G3A). Guar Ae Reconquista (Reconquista, SF).
  - Grupo Técnico 3 (GT3). Guar Ae Reconquista (Reconquista, SF).
  - Grupo Base 3 (GB3). Guar Ae Reconquista (Reconquista, SF).

Fuentes